# DNS
DNS je kratica za Domain Name System/Service/Server (angleško za sistem domenskih imen).
Distributivno ponujeno ime za omrežja TCP/IP (npr. internet) s prijaznim imenom za računalnike in uporabnike. Čeprav TCP/IP računalniki uporabljajo naslove IP za identificiranje drug drugega, ljudje delajo bolje z imeni. Ponudnik ponuja omrežni sistem za omrežne vire in za reševanje njihovih imen v IP-naslove. Računalniki TCP/IP marsikdaj dostopajo do strežnikov DNS, da jim pošiljajo imena računalnikov do katerih želijo dostop. Strežnik DNS komunicira z ostalimi strežniki DNS, da poišče naslov IP, ki je povezan z zahtevanimi imeni in jih pošlje nazaj k odjemalcu, ki je začel komunikacijo s ciljnim sistemom, ki uporablja ta naslov IP.

## Tipi DNS Zapisov:
Pomembne kategorije podatkov, shranjene na DNS vsebujejo:
- A - zapis ali »address record« preslika ime gostitelja v 32-bitni naslov IPv4.
- AAAA - zapis ali »IPv6 address record« preslika ime gostitelja v 128-bitni naslov IPv6.
- CNAME - zapis ali »canonical name record« naredi alias domene. Domena s privzetim imenom (aliased domain) dobi vse poddomene in zapise DNS originalne domene.
- MX - zapis ali »mail exchange record« preslika domensko ime v spisek »mail exchange« strežnikov za to domeno.
- PTR - zapis ali »pointer record« preslika naslov IPv4 v kanonično ime (vzdevek) (canonical name) za tega gostitelja.
- NS - zapis ali »name server record« preslika domensko ime na spisek strežnikov DNS določenih za to domeno.
- SOA - zapis ali »start of authority record« določi strežnik DNS, ki zagotavlja določene informacije o internetni domeni, elektronski pošti domenskega administratorja, domensko serijsko številko, in različne števce, ki osvežujejo področje.
- SRV - zapis je »generalized service location record«.
- TXT - zapis dovoljuje administratorjem, da vstavijo poljuben tekst v zapis DNS. Na primer komentarje in zapiske.

Drugi tipi zapisov preprosto zagotavljajo informacije (npr. LOC zapis nam pokaže fizično lokacijo gostitelja), ali podatke (npr. WKS zapis nam pokaže spisek strežnikov, ki ponujajo podporo za HTTP ali POP3 za domeno).